# Macabro Festival Internacional de Cine de Terror de la Ciudad de México
El Macabro Festival Internacional de Cine de Terror de la Ciudad de México es un festival de cine de terror que se celebra anualmente en la Ciudad de México. El festival fue fundado en 2002 por Edna Campos y Arturo Castellán y se ha convertido en uno de los festivales de cine de terror más importantes de América Latina.

## Historia
El Festival Internacional de Cine de Terror Macabro de la Ciudad de México fue fundado en 2002 por Edna Campos y Arturo Castellán. El festival se llevó a cabo por primera vez en la Cineteca Nacional de la Ciudad de México y proyectó una selección de películas de terror de todo el mundo.
En los años siguientes, el Festival Internacional de Cine de Terror Macabro de la Ciudad de México creció y se consolidó como uno de los festivales de cine de terror más importantes de América Latina. El festival se celebra actualmente en diferentes sedes de la Ciudad de México, y cuenta con una selección de películas de terror de todo el mundo, incluyendo largometrajes, cortometrajes, documentales y películas experimentales.

## Secciones

### Oficial
Es la principal sección del festival. Esta sección presenta una selección de largometrajes de terror de todo el mundo, incluyendo películas de estreno mundial, estrenos mexicanos y películas restauradas.

### Paralela
Presenta una selección de películas de terror de todo el mundo, incluyendo largometrajes, cortometrajes, documentales y películas experimentales. Esta sección está dedicada a explorar diferentes géneros y subgéneros del cine de terror, así como a presentar películas de nuevos directores.

### Eventos adicionales
El Festival Internacional de Cine de Terror Macabro en la Ciudad de México ofrece una variedad de eventos adicionales que incluyen conferencias, talleres, exposiciones y proyecciones especiales. Estos eventos tienen como objetivo promover el cine de terror y brindar al público la oportunidad de aprender más sobre el género.[cita requerida]